# Tschulymer

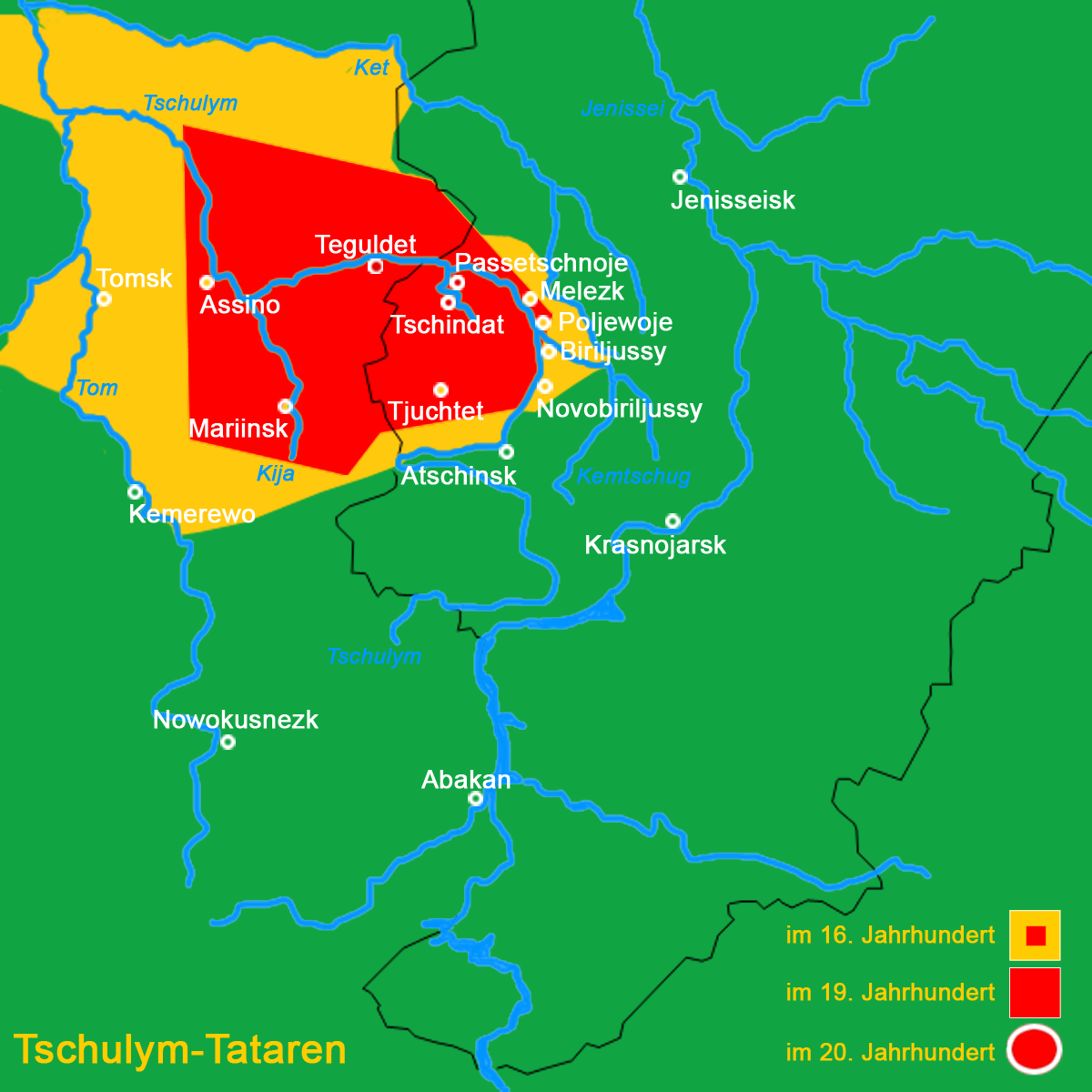
Ehemalige Siedlungsgebiete der „Melezker Tataren“ an den Ufern des Tschulym

Tschulymer, auch als Tschulymen, Tschulymzen, Tschulym oder Tschulim, bekannt, sind eine turko-tatarische Bevölkerungsgruppe in Südsibirien. Deren Sprache ist Tschulymisch und weitere Altbezeichnungen sind daher Tschulym-Türken sowie Tschulym-Tatataren.
Die südöstlichsten Gruppen dieser tatarischen Bevölkerungsgruppe, die einst als Melezker Tataren bekannt waren, wurden im 20. Jahrhundert den benachbarten Chakassen zugerechnet und sie verstanden sich möglicherweise zumindest zeitweise auch als solche. Diese setzen sich aus den Subethnien Küerik, Kecik/Kezik und den eigentlichen Tschulymern zusammen. Bei der Volkszählung von 1986 bekannten sich 639 Menschen zu der hier beschriebenen Ethnie, die damit zu den Kleinstethnien und damit zu den bedrohten Völkern gehören. Ein Teil der Tschulym betonte 1996 erneut, keine Chakassen zu sein. Seit 1999 bzw. 2001 zählen die Tschulymer als eigenständige Ethnie zu den indigenen Völker des russischen Nordens, Sibiriens und des russischen Fernen Ostens.
Die meisten Tschulym leben heute in den am Ufer des Flusses Tschulym gelegenen Taiga-Dörfern Pasetschnoje (Region Krasnojarsk) und Teguldet (Oblast Tomsk).